# Argyra flavida
Argyra flavida är en tvåvingeart som beskrevs av Negrobov 1973. Argyra flavida ingår i släktet Argyra och familjen styltflugor. Inga underarter finns listade i Catalogue of Life.